# Felip Jacint Sala
Felip Jacint Sala (Barcelona, 2 d'octubre de 1819 — Barcelona, 1895) fou un comerciant i escriptor català. Publica diversos llibres de recull de faules per a infants en llengua catalana i castellana. Com per exemple, Fábulas religiosas y morales (1865), premiada per la Societat Econòmica Barcelonesa d'Amics del País, Primer llibret de faulas (1888), Segon llibret de faulas (1892), entre d'altres.
Fou un dels socis fundadors de l'Associació Artístico-Arqueològica Barcelonesa l'any 1877. Fou també un col·leccionista d'art que participà, amb part de la seva col·lecció particular de pintures, en diverses mostres i exposicions de l'època.